# Aframomum melegueta
Aframomum melegueta K.Schum. è una pianta della famiglia delle Zingiberacee originaria dell'Africa occidentale.
I suoi semi sono usati come spezie (macinati o interi); conferisce un sapore pungente, simile al pepe nero con sentori di agrumi. È comunemente noto come granelli del paradiso, pepe melegueta, pepe di alligatore, granaglie di Guinea, ossame o fom wisa. È stato anche usato il termine pepe di Guinea, ma molto spesso viene applicato a Xylopia aethiopica (grani di Selim).
La Costa del Pepe o  Costa di malagueta, nel sud della Liberia, deve il suo nome a questa spezia.

## Descrizione

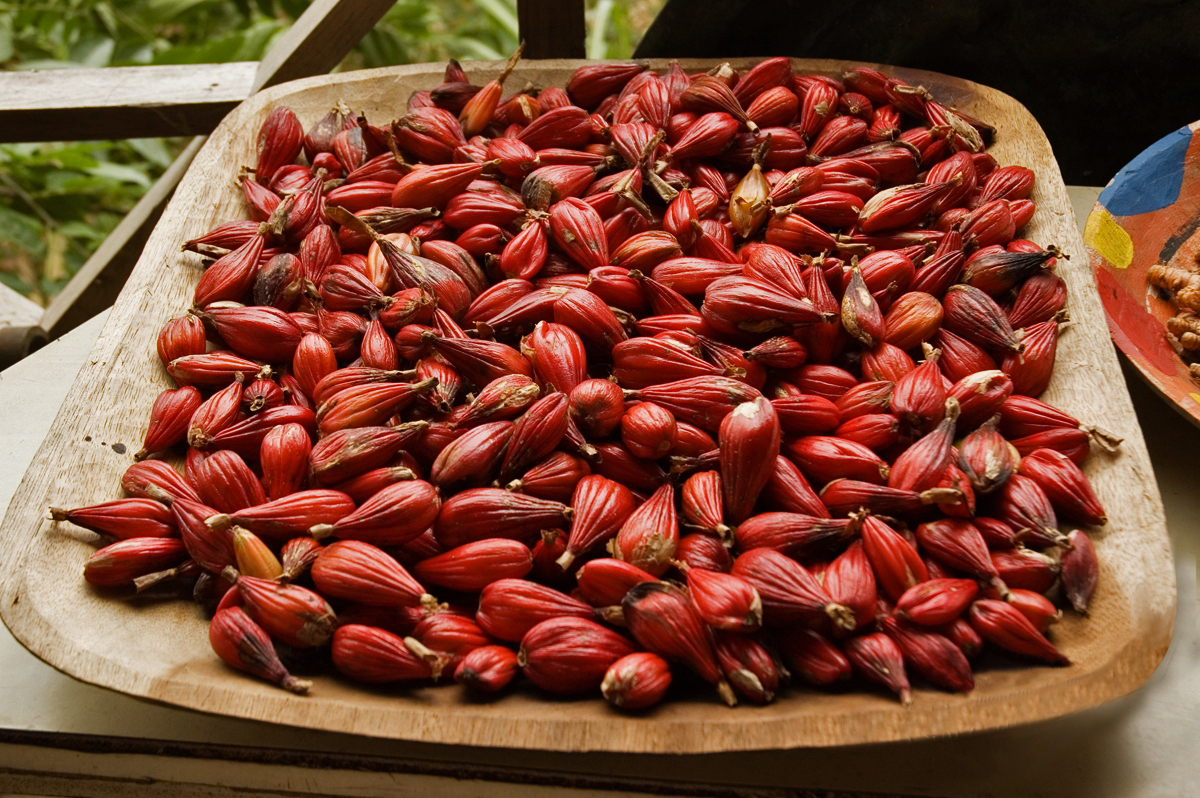
Frutti di A. melegueta

Aframomum melegueta è una pianta erbacea perenne originaria degli habitat paludosi lungo la costa dell'Africa occidentale. I suoi fiori viola a forma di tromba si sviluppano in baccelli lunghi 5–7 cm (2,0–2,8 pollici), contenenti numerosi piccoli semi marrone-rossastro .
Lo stelo a volte può essere corto e di solito mostra segni di cicatrici e foglie cadute. Le foglie hanno una lunghezza media di 35 cm (14 pollici) e 15 cm (5,9 pollici) di larghezza, con un sistema vascolare ben strutturato. I fiori della pianta erbacea sono aromatici, con un labbro di colore arancione e una ricca parte superiore di colore rosa-arancio. I frutti contengono numerosi, piccoli semi dorati rosso-marroni.
Il sapore pungente e pepato dei semi è causato da chetoni aromatici, come (6) -paradolo (nome sistematico: 1- (4-idrossi-3-metossifenil) -decan-3-one). Gli oli essenziali, che sono i componenti dell'aroma dominante nel cardamomo strettamente correlato, si verificano solo in tracce.

## Distribuzione e habitat
La specie è ampiamente diffusa dall'Africa occidentale sino alla Repubblica Democratica del Congo e all'Angola.

## Usi

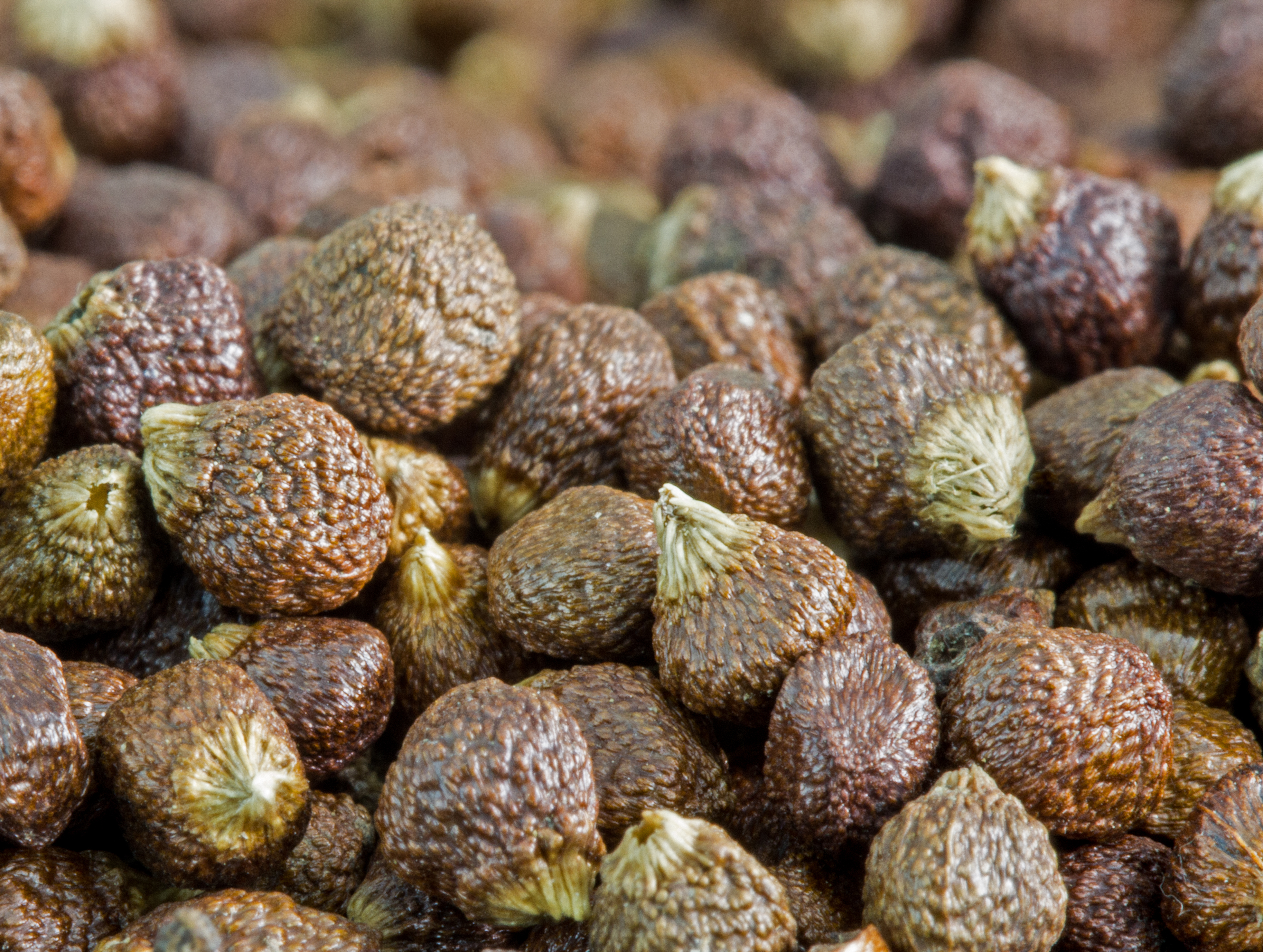
Semi di A. melegueta

### Gastronomia
Il pepe di Melegueta è comunemente usato nelle cucine dell'Africa occidentale e settentrionale, dove è stato tradizionalmente importato dalle rotte di carovane di cammelli attraverso il deserto del Sahara e da dove sono state distribuite in Sicilia e nel resto d'Italia. Menzionato da Plinio come "pepe africano" ma successivamente dimenticato in Europa, furono ribattezzati "grani del paradiso" e divennero un popolare sostituto del pepe nero in Europa nel XIV e XV secolo. Il Ménagier de Paris lo raccomanda per migliorare il vino che "ha un odore stantio". Attraverso il Medioevo e nel primo periodo moderno, la teoria dei quattro umori hanno governato le teorie sull'alimentazione da parte di medici, erboristi e droghieri. In questo contesto, John Russell ha definito i grani del paradiso in The Boke of Nurture come "caldi e umidi".
Nel 1469, il re Afonso V del Portogallo concesse il monopolio del commercio nel Golfo di Guinea al mercante di Lisbona Fernão Gomes. Tra cui l'esclusività nel commercio di Aframomum melegueta, allora chiamato pepe di Malagueta. La sovvenzione è arrivata al costo di 100.000 reali all'anno e accordo per esplorare 100 miglia (160 km) di costa dell'Africa all'anno per cinque anni; questo dà qualche indicazione del valore europeo della spezia. Dopo che Cristoforo Colombo raggiunse il Nuovo Mondo nel 1492 e portò i primi campioni di peperoncino (Capsicum frutescens) con lui in Europa, il nome malagueta e l'ortografia spagnola e portoghese, furono quindi applicati al nuovo "peperone" di peperoncino perché la sua piccantezza ricordava i granelli del paradiso. Malagueta, grazie al suo basso prezzo, rimase popolare in Europa anche dopo che i portoghesi aprirono la rotta marittima diretta verso le Isole delle spezie intorno al 1500. Questo omonimo, il peperoncino malagueta, rimane popolare in Brasile, nei Caraibi, in Portogallo e Mozambico.
Nel XVIII secolo, la sua importazione in Gran Bretagna crollò dopo che un atto parlamentare di Giorgio III ne proibì l'uso in bevande alcoliche. Nel 1855, l'Inghilterra importava legalmente da 15.000 a 19.000 libbre (da 6.800 a 8.600 kg) (dazio pagato). Nel 1880, la nona edizione dell'Encyclopædia Britannica riportò: "I granelli del paradiso sono in una certa misura utilizzati nella pratica veterinaria, ma per la maggior parte illegalmente per dare una forza fittizia a liquori di malto, gin e cordiali".
La presenza dei semi nelle diete dei gorilla di pianura allo stato brado sembra avere una sorta di effetto benefico sulla loro salute cardiovascolare. Mangiano anche le foglie e le usano per materiale da lettiera. L'assenza di semi nelle diete dei gorilla di pianura in cattività può contribuire alla loro scarsa salute cardiovascolare negli zoo.
Oggi il condimento viene talvolta usato nella cucina gourmet in sostituzione del pepe e per dare un sapore unico in alcune birre artigianali, gin e akvavit norvegesi. I granelli del paradiso stanno iniziando a godere di una leggera ripresa della popolarità in Nord America a causa del loro uso da parte di noti chef. Alton Brown è un fan del condimento e lo usa nello stufato di okra e nella sua ricetta di torta di mele in un episodio dello show di cucina TV Good Eats. I grani di semi del paradiso sono anche usati dalle persone in determinate diete, come una dieta a base di cibi crudi, perché sono considerati meno irritanti per la digestione rispetto al pepe nero.

### Medicina popolare e usi rituali
Nella medicina popolare dell'Africa occidentale, i grani del paradiso sono apprezzati per le loro proprietà riscaldanti e digestive, e tra gli efik in Nigeria sono stati usati per divinazione e prove per determinare la colpa. A. melegueta è stato introdotto nei Caraibi e in America Latina, dove viene utilizzato nei riti religiosi (voodoo).